# Isla Sillem
La isla Sillem (en inglés: Sillem Island) es una isla deshabitada del llamado Archipiélago ártico canadiense en la Región Qikiqtaaluk en el territorio de Nunavut, al norte de Canadá. Es la segunda más grande (después de Bylot) de las varias cientos de islas e islotes que se encuentran en la bahía de Baffin, inmediatamente frente a la costa norte de la isla de Baffin. Se encuentra dentro de la entrada de Scott, al suroeste de la isla Scott.

## Geografía
La isla Sillem tiene una superficie de 482 km² (186 millas cuadradas). El pico más alto de la isla alcanza los 1.590 m (5.220 pies).